# سناء مظهر
سناء مظهر (17 أغسطس 1932 - 6 أغسطس 2018) ممثلة مصرية لمعت في الستينيات فكانت إحدى الفتيات الثلاث في فيلم (بياعة الجرايد) مع ماجدة ونعيمة عاكف، قدمت العديد من الأعمال السينيمائية المميزة منها (مدرستي الحسناء) و (شاطئ المرح).

## عن حياتها
ولدت سناء مظهر يوم 17 أغسطس عام 1932. تزوجت من رائد طيار "حسن الأقصري"، ولكنه استشهد يوم 8 يونيو 1967 ولم تتزوج بعده.

## عن مشوارها الفني
كانت إحدى الفتيات الثلاث في «بياعة الجرايد» مع ماجدة ونعيمة عاكف، ولكن سناء مظهر لم تكن تحتاج المزيد من الأعمال السينمائية، فثلاثة عشر عملاً كانت كافية جداً لتعرف الجمهور عليها، وتمييز أدائها الهادئ في «مدرستي الحسناء» مع هند رستم، والمتطفل في «جريمة في الحي الهادي» مع رشدي أباظة ونادية لطفي، والمشاغب في «شاطئ المرح» مع نجاة وحسن يوسف، والارستقراطية في «أغلى من حياتي» مع شادية وصلاح ذو الفقار.
شاركت في العديد من الأعمال التاريخية مثل (على هامش السيرة) وأدت أيضاً دور الملكة بلقيس. قابلت صعوبات كثيرة وغيرة فنية، بسبب جمالها ولأنها «شقراء»، وكان ذلك يسبب حساسية لدى بعض النجمات اللاتي طلبن منها تغيير لون شعرها، كما اعتادت تصميم كل تفاصيل شخصيتها الفنية بنفسها من تسريحة الشعر وربطات الشعر التي اشتهرت بها والإكسسوارات.

## عن اعتزالها الفن
سناء التي فضلت أن تعيش في هدوء بعيداً عن بريق النجومية والشهرة، واختارت أن تعيش حياتها كأي امرأة مصرية عادية، ارتدت الحجاب واعتزلت الفن تماماً عام 1985. لم تخجل من أي عمل قدمته بعد اعتزالها، كما أنها رفضت أدوار الإغراء بإصرار، ويُذكر أنهم عرضوا عليها إحدى أعمال يوسف السباعي، واعتذرت عنه لأن به مشاهد إغراء. توفيت صباح يوم 6 أغسطس 2018 عن عمر يناهر 86 عاماً.

## أعمالها
- بوابة المتولي (مسلسل 1985)
- محترم لمدة شهر (مسرحية 1982)
- محمد رسول الله ج(2) (مسلسل 1981)
- الكعبة المشرفة (مسلسل 1981)
- الفتوحات الإسلامية (مسلسل 1981)
- محمد رسول الله ج(1) (مسلسل 1980)
- على هامش السيرة (مسلسل 1978)
- يا عالم نفسي اتسجن (مسرحية 1976)
- نجمة نص الليل (مسرحية 1972)
- مدرستي الحسناء (فيلم 1971)
- على باب زويلة (مسلسل 1970)
- شاطئ المرح (فيلم 1967)
- جريمة في الحي الهادئ (فيلم 1967)
- العنب المر (فيلم 1965)
- أغلى من حياتي (فيلم 1965)
- 6 بنات وعريس (فيلم 1965)
- النظارة السوداء(فيلم 1963)
- بياعة الجرايد (فيلم 1963)
- رجال في العاصفة (فيلم 1960)
- شجرة العائلة (فيلم 1960)
- أنا بريئة (فيلم 1959)
- الناس مقامات (مسرحية)

## روابط خارجية
- سناء مظهر على موقع IMDb (الإنجليزية)